# Кузем (Удмуртия)
Кузе́м — деревня в Верх-Люкинском сельском поселении Балезинского района Удмуртии. Центр поселения - деревня Верх-Люкино.
Население - 17 человек (2007; 33 в 1961).
У деревни берёт начало речка Кузи (приток Пызепа).
В деревне имеются одна улица — Тополей .
ГНИИМБ 	: 1837
Индекс 	: 427542